# Yari Verschaeren
Yari Verschaeren (* 12. Juli 2001 in Antwerpen) ist ein belgischer Fußballspieler. Der offensive Mittelfeldspieler spielt für den RSC Anderlecht und ist Nationalspieler.

## Vereine
Verschaeren kommt aus der Jugendakademie des RSC Anderlecht. Er trat im Alter von 9 Jahren dem Verein bei. 2017 unterschrieb Verschaeren seinen ersten Profivertrag bei Anderlecht. Sein Debüt für die Profimannschaft gab er am 25. November 2018 gegen VV St. Truiden. Er wurde nach 78 Minuten bei einer 2:4-Auswärtsniederlage ausgewechselt. Nur 4 Tage später debütierte er in der Europa League gegen Spartak Trnava. Er wurde in der 81. Minute eingewechselt. Am 27. Januar erzielte er sein erstes Tor für Anderlecht gegen die KAS Eupen. Im März 2019 unterschrieb er einen neuen Vertrag bei Anderlecht, der bis 2022 galt. In der Saison 2020/21 wurde er infolge einer Knöchelverletzung von Mitte Dezember 2020 bis Ende Februar 2021 nur in 22 von 40 möglichen Ligaspielen, in denen er sechs Tore schoss, und einem Pokalspiel eingesetzt. Mitte Juni 2021 wurde sein Vertrag bis Sommer 2024 verlängert. In der Saison 2021/22 bestritt er 36 von 40 möglichen Ligaspielen für Anderlecht, bei denen er sieben Tore schoss, fünf Pokalspiele und vier Qualifikationsspiele zur Conference League mit zwei Toren.
In der nächsten Saison waren es 28 von 34 möglichen Ligaspielen, in denen er zwei Tore schoss, ein Pokalspiel sowie 13 Spiele im Europapokal mit ebenfalls zwei Toren. In der Saison 2023/24 waren es nur 19 von 40 möglichen Ligaspielen mit einem geschossenen Tor und zwei Pokalspielen. Von März bis November 2023 war er dabei verletzungsbedingt wegen eines Kreuzbandrisses ausgefallen.
In der nächsten Saison wurde er bei 34 von 40 möglichen Ligaspielen eingesetzt, in denen vier Tore schoss. Dazu kamen fünf Pokalspiele mit einem Tor und zehn Spiele in der Europa League mit zwei Toren.

## Nationalmannschaft
Sein erstes Länderspiel bestritt Verschaeren bei einem Freundschaftsspiel für die U16-Nationalmannschaft am 29. März 2017 gegen Luxemburg. Er gehörte zum belgischen Kader bei der U17-Europameisterschaft 2017, wo er in zwei Gruppenspielen auch auf dem Platz stand. Nach Spielen in den nächstälteren Jugend-Nationalmannschaft war er auch Teil des Kaders bei U21-Europameisterschaft 2019. Auch dort stand er bei zwei Gruppenspielen auf dem Platz.
Seinen ersten Einsatz für die A-Nationalmannschaft hatte Verschaeren am 9. September 2019 beim Qualifikationsspiel für die Europameisterschaft 2020 gegen Schottland. Sein erstes Tor für die Nationalmannschaft schoss er am 10. Oktober 2019 in einem weiteren Qualifikationsspiel gegen San Marino.

## Auszeichnungen
- Bester Nachwuchsfußballer des Jahres: 2019[5]
- Dominique-D’Onofrio-Trophy für den besten belgischen Nachwuchsfußballer: 2019[6]